# Quadraceps junceus
Quadraceps junceus är en insektsart som först beskrevs av Giovanni Antonio Scopoli 1763.  Quadraceps junceus ingår i släktet Quadraceps, och familjen fjäderlöss. Arten är reproducerande i Sverige.